# Мегвинетухуцеси, Отар Вахтангович
Ота́р Вахта́нгович Мегвинетухуце́си (груз. ოთარ ვახტანგის ძე მეღვინეთუხუცესი; 16 января 1932, Тифлис, Грузинская ССР, ЗСФСР, СССР — 8 мая 2013 или 9 мая 2013, Тбилиси) — советский и грузинский актёр театра и кино. Народный артист СССР (1979).

## Биография
Родился 16 января 1932 года в Тифлисе (ныне — Тбилиси).
В 1954 году окончил Тбилисский театральный институт имени Ш. Руставели (педагоги Д. А. Алексидзе, А. А. Васадзе, А. А. Хорава) и был принят в труппу Тбилисского драматического театра имени К. Марджанишвили. В 1955 году сыграл свою первую большую роль — Чонту в спектакле «Изгнанник» В. Пшавелы.
В 1961—1962 годах — актёр Тбилисского театра санитарной культуры, в 1967—1975 — Руставского драматического театра. В 1975 году вернулся в Тбилисский академический театр имени К. Марджанишвили, в 1996—2005 годах — художественный руководитель этого театра.
В 2001 году был приглашён в МХТ имени А. П. Чехова, где сыграл роль Креонта в «Антигоне» Жана Ануя.
Умер 8 мая (по другим источникам — 9 мая) 2013 года в Тбилиси. Похоронен в Дидубийском пантеоне.

### Семья
- Жена — Гуранда Габуния (1938—2019), актриса. Народная артистка Грузинской ССР (1990).

## Звания и награды
- Заслуженный артист Грузинской ССР (1965)[4]
- Народный артист Грузинской ССР (1973)
- Народный артист СССР (1979)
- Государственная премия СССР (1981) — за исполнение роли Даты Туташхиа в ТВ-фильме «Берега»
- Государственная премия Грузинской ССР имени К. А. Марджанишвили (1977) — за театральную работу
- Государственная премия Грузии имени Шота Руставели (1998)
- Государственная премия Грузии (2001)
- Орден Чести (2000)[5]
- Орден Чести (1997)[5]
- Медаль Пушкина (2007, Россия) — за большой вклад в распространение, изучение русского языка и сохранение культурного наследия, в сближение и взаимообогащение культур наций и народностей[6].
- Приз IV-го МКФ в Токио (1991) — за лучшую мужскую роль в фильме «Изыди!»
- Приз МКФ «Созвездие» (1992) — за фильм «Изыди»
- Международная премия Станиславского (Международный Фонд К. С. Станиславского, 1997)[7] — за вклад в развитие театрального искусства
- Премия «Чайка» в номинации «Лучшая драматическая роль» (2001) — за роль в спектакле «Антигона»
- Премия российских деловых кругов «Кумир» (2001) — за роль в спектакле «Антигона».

## Театральные работы

#### Тбилисский театральный институт им. Ш. Руставели
- «Счастье Ирины» Д. С. Клдиашвили — Филипп
- «Предложение» А. П. Чехова — Иван Васильевич Ломов
- «Последние» М. Горького — Яков
- «Макар Дубрава» А. Е. Корнейчука — Кондрат Тополя

#### Тбилисский театр санитарной культуры
- «Наш один вечер» Л. Иоселиани  — Гиви
- «Коллеги» В. П. Аксёнова и Г. М. Стабового — Резо

#### Руставский драматический театр
- «Сирано де Бержерак» Э. Ростана — Сирано де Бержерак
- «Через сто лет в берёзовой роще» В. Н. Коростылёва — Николай I
- «На дне» М. Горького — Сатин
- «Банк-бан» И. Катона — Банк-бан
- «Обвинительное заключение» Н. В. Думбадзе — Лимон
- «Хитроумный идальго» по роману М. де Сервантеса и мюзиклу Д. Вассермана — Дон Кихот
- «Праздник одиночества» В. Коростылёва — Н. Пиросмани

#### Тбилисский академический театр имени К. Марджанишвили
- «Легенда о любви» Н. Хикмета — Визирь
- «Человек ли он?!» И. Г. Чавчавадзе — сумасшедший Ревази
- «Майя из Цхнети» В. Канделаки — Кириклапия
- «Мария Стюарт» Ф. Шиллера — Граф Бельевр
- «Строгая женщина» К. Буачидзе — Наполеон
- «Изгнанник» В. Пшавелы — Чонта
- «Ричард III» Шекспира — лорд Ловел
- «На дне» М. Горького — Сатин
- «Гибель эскадры» А. Е. Корнейчука — Гайдай
- «Нашествие» Л. М. Леонова — Фёдор Таланов
- «Два цвета» А. Г. Зака и И. К. Кузнецова — Нодар
- «Цезарь и Клеопатра» Б. Шоу — Руфио
- «Много шума из ничего» У. Шекспира — Бенедикт
- «Чужой» С. Бегиашвили — Ромео
- «Над пропастью во ржи» Д. Сэлинджера — Стрэдлейтер
- «Мать» К. Чапека — Ондра
- «Жанна д'Арк» Жана Ануя — Варвик
- «Царь Эдип» Софокла — Эдип
- «Праздник одиночества» В. Коростылёва — Н. Пиросмани
- «Джордано Бруно» Л. Мароти — папа Климент VIII
- «Ромул Великий» Ф. Дюрренматта — Ромул Август
- «Хаки Адзба» Л. Киачели — Хаки Адзба
- «Провинциальная история» Л. Росебы — Лев
- «Отелло» У. Шекспира — Отелло
- «Ночь игуаны» Т. Уильямса — Шеннон
- «Страх» А. Н. Афиногенова — Бородин
- «Хранители Грааля» Г. Т. Робакидзе — принц Джордж
- «Последний король» Д. К. Иоселиани — Георг XII
- «Антоний и Клеопатра» Шекспира — Марк Антоний
- «Бахтриони» В. Пшавелы — проповедник
- «Король Лир» Шекспира — Король Лир
- «Три сестры» А. П. Чехова
- «Публике смотреть воспрещается» Ж. Марсана — Эрве Монтень
- «Антигона» Ж. Ануя — Креонт
- «Пилат» по М. А. Булгакову — Понтий Пилат
- «Я Илия!» Т. Годердзишвили — Илия
- «Омела» Э. Цицаги — Ираклий

## Фильмография
1. 1958 — Фатима — Джамбулат, сын князя Алимбека
2. 1961 — Добрые люди — Гига Бетанели
3. 1961 — Под одним небом (новелла «Княжна Майя») — князь Бондо
4. 1963 — Кто оседлает коня? — Гвади Чанба
5. 1967 — Мольба — Джокола
6. 1968 — Тариэл Голуа — Гадалендиа
7. 1970 — Десница великого мастера — Георгий I, царь Грузии
8. 1971 — Ожерелье для моей любимой — Магомед
9. 1971 — Цотнэ Дадиани — Цотнэ Дадиани
10. 1971 — Искатели затонувшего города — Очкастый[8]
11. 1972 — Белые камни (новелла «Прощай, Инесса») — Алонсо
12. 1973 — Тёплое осеннее солнце — Вахтанг
13. 1973 — Похищение луны — Арзакан Звамбайя
14. 1976 — Древо желания — Элиоз
15. 1977 — Берега — Дата Туташхиа
16. 1980 — Здравствуйте все! — Нико Пиросмани
17. 1981 — Путь домой — отец Антимоза Ивериели
18. 1981 — Брат — Пагава
19. 1983— Клятвенная запись, Имам-кули хан (Давид Багратиони)1986 — Арена неистовых — Баадур Херхеулидзе
20. 1986 — Круговорот — Дмитрий Константинович, профессор
21. 1987 — Хареба и Гоги — штабс-капитан Ахвледиани
22. 1987 — В поисках утраченного сокровища — князь
23. 1989 — Турандот — Тедоре, парализованный актёр
24. 1990 — Спираль — академик Давид Гиоргадзе
25. 1990 — Белые флаги — дядя Исидор
26. 1991 — Изыди! — Мотл Рабинович (номинация на премию «Ника» в категории Лучшая мужская роль)
27. 1992 — Женщина в море — Николай Георгиевич
28. 1992 — Катька и Шиз — Ираклий Харадзе
29. 1994 — Будулай, которого не ждут («Цыганский остров» — ТВ) — Будулай
30. 1994 — Колыбельная — священник
31. 1995 — Грибоедовский вальс — Александр Гарсеванович Чавчавадзе
32. 1995 — Тени прошлого
33. 1999 — Дорогая М
34. 2001 — Антимоз Ивериели — священник монастыря имени Давида Гареджы
35. 2002 — Застрявшие — Гиго / Гурам
36. 2008 — Свеча с гроба Господня

## Память
В Тбилиси Отару Мегвинетухуцеси установлен памятник (Проспект Руставели), на доме, где он жил (площадь К. Марджанишвили) — мемориальная доска.